# Nakaseomyces delphensis
Nakaseomyces delphensis är en svampart som först beskrevs av van der Walt & Tscheuschner, och fick sitt nu gällande namn av Kurtzman 2003. Nakaseomyces delphensis ingår i släktet Nakaseomyces och familjen Saccharomycetaceae.   Inga underarter finns listade i Catalogue of Life.